# Frances Schroth
 Frances Cowells Schroth  (ur. 11 kwietnia 1893 w Toledo, zm. 6 października 1961 w Guadalajarze) – amerykańska pływaczka. Trzykrotna medalistka olimpijska z Antwerpii.

## Kariera sportowa
Zawody w 1920 były jej jedynymi igrzyskami olimpijskimi. Zajęła trzecie miejsce na dystansie 100 i 300 metrów kraulem, była również członkinią zwycięskiej sztafety amerykańskiej (razem z nią płynęły: Ethelda Bleibtrey, Irene Guest i Margaret Woodbridge).
Jej mężem był George Schroth, medalista igrzysk olimpijskich w 1924 w piłce wodnej.